# ワールドチームカップ (車いすテニス)
BNPパリバ・ワールドチームカップ（英語: World Team Cup）は、1985年から始まった車いすテニスの国別対抗団体戦。シングルスを2試合、ダブルスを1試合行う。

## 概要
アメリカ、カリフォルニア州アーバインで行われていた全米オープンに外国人選手の参加が増えたことにより、大会前のウォームアップイベントとして設けられたのがはじまりである。
参加国が増え、全米オープンの余興として開催可能な規模を超えるようになると、1992年、創設以来初めて会場がアーバインを離れ、独立した大会となった。以降、欧州各地を中心にオセアニア、南アメリカでも開催されている。
創設当初に正式出場したのは男子のみ、アメリカ、フランス、イスラエル、オーストラリア、カナダ、日本の6か国であったが、女子は1986年、クァードは1998年、ジュニアは2000年より、それぞれ独立した部門で競技が行われている。2004年から男子は出場国を2グループ（ワールドグループ。以下、WGと略）に分け、上位グループ（WG1）と下位グループ（WG2）ごとに勝者を決めている。2014年の大会には男子24か国、女子12か国、クァードおよびジュニアにそれぞれ8か国ずつが出場した。
1996年から車いすメーカーのインバケアがタイトルスポンサーとなり、大会名も同社のブランド名を冠してアクションワールドチームカップ（Action World Team Cup）と呼ばれるようになった。1999年からはインバケアワールドチームカップの呼称に改められている。

## 歴代優勝国
| 開催年 | 開催地                                     | 男子               | 女子           | クァード       | ジュニア       |
| ------ | ------------------------------------------ | ------------------ | -------------- | -------------- | -------------- |
| 1985年 | アメリカ アーバイン                        | アメリカ合衆国     |                |                |                |
| 1986年 | アメリカ アーバイン                        | アメリカ合衆国     | オランダ       |                |                |
| 1987年 | アメリカ アーバイン                        | アメリカ合衆国     | オランダ       |                |                |
| 1988年 | アメリカ アーバイン                        | アメリカ合衆国     | オランダ       |                |                |
| 1989年 | アメリカ アーバイン                        | アメリカ合衆国     | オランダ       |                |                |
| 1990年 | アメリカ アーバイン                        | アメリカ合衆国     | オランダ       |                |                |
| 1991年 | アメリカ アーバイン                        | アメリカ合衆国     | オランダ       |                |                |
| 1992年 | ベルギー ブリュッセル                      | フランス           | オランダ       |                |                |
| 1993年 | オーストリア フィラッハ                    | フランス           | オランダ       |                |                |
| 1994年 | イギリス ノッティンガム                    | オーストラリア     | アメリカ合衆国 |                |                |
| 1995年 | オランダ ルールモント                      | アメリカ合衆国     | オランダ       |                |                |
| 1996年 | オーストラリア メルボルン                  | オーストラリア     | オランダ       |                |                |
| 1997年 | イギリス ノッティンガム                    | アメリカ合衆国     | オランダ       |                |                |
| 1998年 | スペイン バルセロナ                        | ドイツ             | オランダ       | アメリカ合衆国 |                |
| 1999年 | アメリカ ニューヨーク                      | オランダ           | オーストラリア | イスラエル     |                |
| 2000年 | フランス パリ                              | オーストラリア     | オランダ       | イスラエル     | アメリカ合衆国 |
| 2001年 | スイス シオン                              | オランダ           | オランダ       | イギリス       | オランダ       |
| 2002年 | イタリア トレモージネ                      | オーストラリア     | オランダ       | イギリス       | オランダ       |
| 2003年 | ポーランド ソポト                          | 日本               | オランダ       | アメリカ合衆国 | スウェーデン   |
| 2004年 | ニュージーランド クライストチャーチ        | オランダ (WG1)     | オランダ       | イスラエル     | オランダ       |
| 2005年 | オランダ フローニンゲン                    | オランダ (WG1)     | オランダ       | アメリカ合衆国 | ベルギー       |
| 2006年 | ブラジル ブラジリア                        | オランダ (WG1)     | オランダ       | アメリカ合衆国 | ベルギー       |
| 2007年 | スウェーデン ストックホルム                | 日本 (WG1)         | オランダ       | アメリカ合衆国 | イギリス       |
| 2008年 | イタリア クレモナ                          | スウェーデン (WG1) | オランダ       | オランダ       | オランダ       |
| 2009年 | イギリス ノッティンガム                    | フランス (WG1)     | オランダ       | イギリス       | オランダ       |
| 2010年 | トルコ アンタリヤ                          | スウェーデン (WG1) | オランダ       | アメリカ合衆国 | オランダ       |
| 2011年 | 南アフリカ プレトリア                      | オランダ (WG1)     | オランダ       | アメリカ合衆国 | スペイン       |
| 2012年 | 韓国 ソウル                                | フランス (WG1)     | オランダ       | アイスランド   | オランダ       |
| 2013年 | トルコ アンタリア                          | フランス (WG1)     | オランダ       | アメリカ合衆国 | イギリス       |
| 2014年 | オランダ アルフェン                        | フランス (WG1)     | オランダ       | イギリス       | ロシア         |
| 2015年 | トルコ アンタリア                          | イギリス (WG1)     | オランダ       | アメリカ合衆国 | アメリカ合衆国 |
| 2016年 | 日本 東京（有明テニスの森公園）            | フランス (WG1)     | オランダ       | オーストラリア | アメリカ合衆国 |
| 2017年 | トルコ アンタリア                          | フランス (WG1)     | オランダ       | イギリス       | アメリカ合衆国 |
| 2018年 | オランダ アペルドールン                    | 日本 (WG1)         | オランダ       | オーストラリア | ロシア         |
| 2019年 | イスラエル テルアビブ                      | イギリス (WG1)     | オランダ       | 日本           | オーストラリア |
| 2021年 | イタリア サルディーニャ                    | オランダ (WG1)     | オランダ       | オランダ       | 日本           |
| 2022年 | ポルトガル ヴィラモウラ（英語: Vilamoura） | オランダ (WG1)     | 日本           | オランダ       | オーストラリア |